# 越池工業大學
越池工业大学（越南语：／?）是位于越南东北部富寿省越池市的一所全日制公办本科大學。

## 历史沿革
2011年1月20日，越南政府总理阮晋勇同意在化学高等专科学校的基础上，成立本科层次的越池工业大学，并明定学校由越南工贸部主管。学校也是继2003年成立的雄王大学之后，富寿省第二所本科层次的大学。